# Okraj-Hütte
Die Okraj-Hütte (polnisch Schronisko PTTK Na Przełęczy Okraj; auch Schlesische Grenzbaude) liegt auf einer Höhe von 1046 m n.p.m. in Polen im Riesengebirge, einem Gebirgszug der Sudeten, auf dem Gebirgspass Przełęcz Okraj.

## Geschichte
Die Hütte wurde 1922 errichtet. Sie steht im Eigentum des PTTK.

## Zugänge
Die Hütte ist über mehrere markierte Wanderwege erreichbar. Die Hütte ist auch mit dem Pkw erreichbar. Sie befindet sich am ehemaligen, gleichnamigen Grenzübergang an der Woiwodschaftsstraße 368.

## Touren

### Gipfel
- Schneekoppe (1603 m)